# Match of the Day
Match of the Day (spesso abbreviato come MOTD) è il principale programma calcistico prodotto dalla BBC, in onda dal 1964.
Fu condotto per 32 anni consecutivi (dal 1966 al 1998) da Jimmy Hill.